# Нацукава, Юи
Юи Нацукава (яп. 夏川 結衣; род. 1 июня 1968) — японская актриса, известная по главной роли в драматическом фильме «Пешком-пешком» («Вместе мы идём»), а также по фильму «Затойчи» и озвучиванию аниме «Сказания Земноморья».

## Биография
Юи Нацукава родилась 1 июня 1968 года в Кумамото, Япония.

## Награды и номинации
Премия Японской академии в номинации «Лучшая женская роль второго плана».

## Фильмография
| Год  |    | Русское название                                 | Оригинальное название      | Роль                 |
| ---- | -- | ------------------------------------------------ | -------------------------- | -------------------- |
| 2001 | ф  | Расстояние                                       | Distance                   | Киёка                |
| 2003 | ф  | Затойчи                                          | Zatôichi                   | О’Шино, жена Хаттори |
| 2006 | ф  | Цветок                                           | Hana yori mo naho          | Орио                 |
| 2006 | мф | Сказания Земноморья                              | Gedo Senki                 | Королева, озвучка    |
| 2008 | ф  | Пешком-пешком                                    | Aruitemo aruitemo          | Юкари Ёкояма         |
| 2011 | ф  | Чудо                                             | Kiseki                     | Кёко Ариоси          |
| 2012 | ф  | Космический корабль «Хаябуса»: Долгий путь домой | Hayabusa: Harukanaru Kikan | Мари Ино             |
| 2013 | ф  | Токийская семья                                  | Tōkyō Kazoku               | Фумико               |
| 2014 | ф  | Маленький дом                                    | Chiisai Ouchi              | Ясуко Араи           |